# چشم‌هایم برای تو
چشم‌هایم برای تو (اسپانیایی: Te doy mis ojos‎) یک فیلم درام عاشقانه به کارگردانی ایسیار بولائین محصول سال ۲۰۰۳ است. از بازیگران آن می‌توان به لایا مارول، لوئیس تسار و کاندلا پنیا اشاره کرد.
فیلم با پرداخت نامتعارفی که از خشونت خانگی داشت، موفق به دریافت هفت جایزه گویا -از جمله جوایز بهترین فیلم و بهترین کارگردانی و بهترین بازیگران نقش اول و نقش مکمل زن- در سال ۲۰۰۴ شد.